# Troy Verges
Troy Verges ist ein Liedermacher für Countrymusik. Er wurde sowohl für den Golden Globe als auch für den Oscar nominiert.

## Leben
Troy Verges wuchs in Louisiana auf und spielte seit er 10 war Guitarre und ab 14 in Bands. Nach der High School zog er nach Murfreesboro in Tennessee, um Musikwirtschaft an der Middle Tennessee State University zu studieren. Er wechselte nach einer Weile an die Belmont University in Nashville. Hier begann er mit dem Schreiben von Liedern, noch bevor er seinen Abschluss erreichte. Ausgangspunkt war ein Praktikum bei dem Musikproduktionsunternehmen Patrick Joseph Music. Kurz vor seiner Graduierung an der Belmont University erhielt er seinen ersten Plattenvertrag.
Er schrieb Charts-Musik für Jessica Andrews, Martina McBride, Hunter Hayes, Carrie Underwood, Kenny Chesney und Kellie Pickler. Er schrieb Lieder für Stars wie Taylor Swift, Bon Jovi und Celine Dion.

## Auszeichnungen

### Awards
- BMI 2013: Song of the Year
- NSAI 2002: Songwriter of the Year 2002
- BMI 2002: Country Songwriter of the Year

### Nominierungen
- Oscar (2011): Nominierung mit Tom Douglas und Hillary Lindsey in der Rubrik Bester Song für Coming Home aus Country Strong (2010). Coming Home wurde im Film von Gwyneth Paltrow gesungen.  Verges verlor jedoch gegen Randy Newman mit We Belong Together aus Toy Story 3.
- Golden Globes 2011: Nominierung zusammen mit Tom Douglas und Hillary Lindseyals bester Filmsong für Coming Home in Country Strong.[2] Er musste sich aber Diane Warren geschlagen geben, die für You Haven't Seen the Last of Me aus Burlesque ausgezeichnet wurde.[3]
- World Soundtrack Awards 2011: Nominierung für das beste Filmlied (Coming Home aus Country Strong).[4]